# Lotas (Rinhat)
Lotas is een bestuurslaag in het regentschap Belu van de provincie Oost-Nusa Tenggara, Indonesië. Lotas telt 349 inwoners (volkstelling 2010).